# Monastero di Leire
Il monasterio di San Salvador de Leyre o Leire è uno dei più importanti di Spagna per la sua valenza storica e architettonica e per il suo eccellente stato di conservazione. Il monastero si trova nel comune di Yesa nel nordest della Comunità Forale della Navarra, vicino al confine aragonese.

## Storia
Si hanno notizie del monastero a partire dal Secolo IX. Il monastero ebbe grande rilevanza nella storia del regno di Pamplona, poi del regno di Navarra e della Reconquista. Nel monastero è ubicato il Pantheon in cui giacciono i primi monarchi del regno di Pamplona.
Leyre fu fondato come monastero Benedettino, che poi passò ai  cistercensi. Attualmente appartiene alla Comunidad Foral de Navarra, che lo ha ceduto ai benedettini, che lo gestiscono.

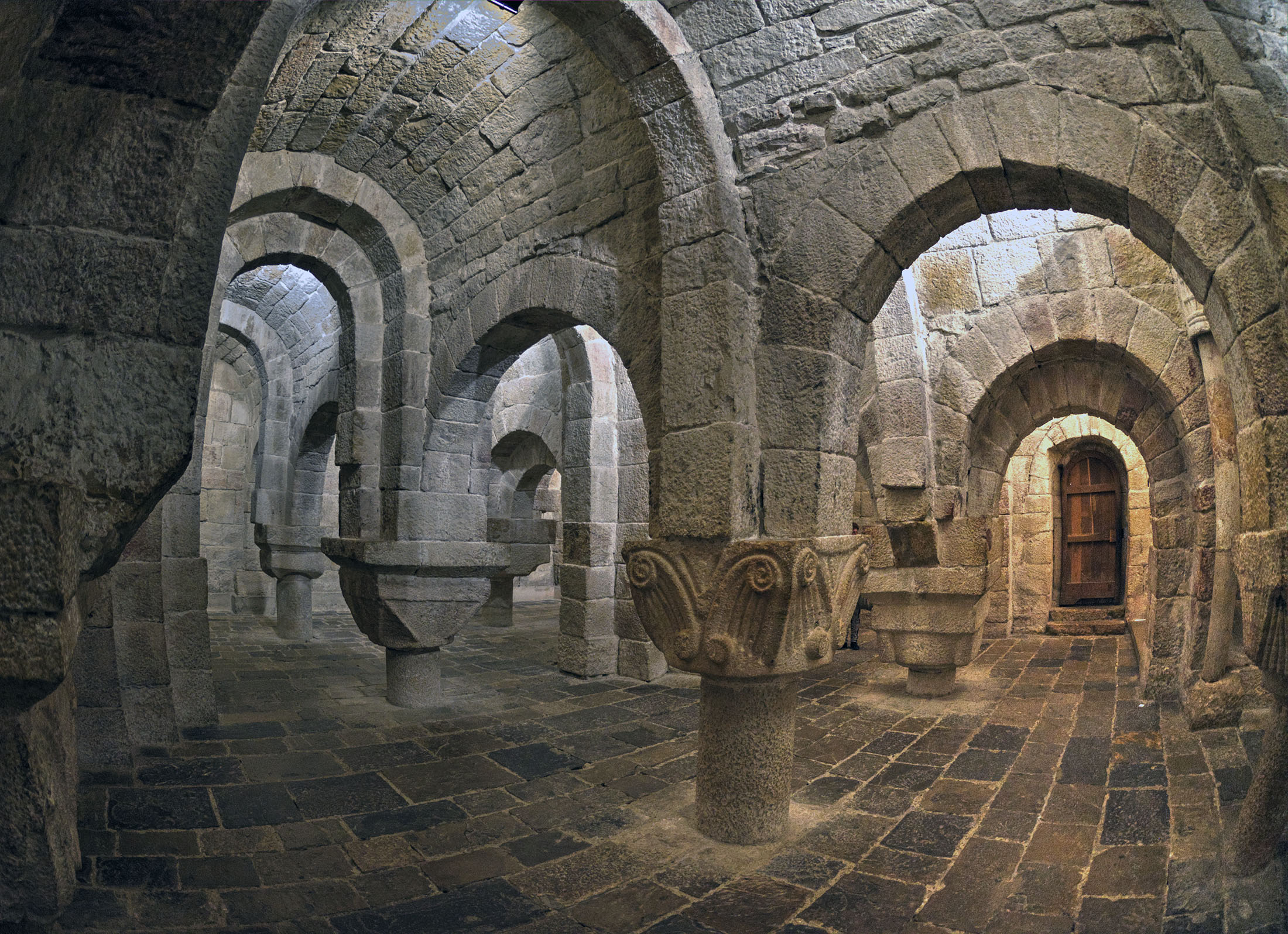
La Cripta
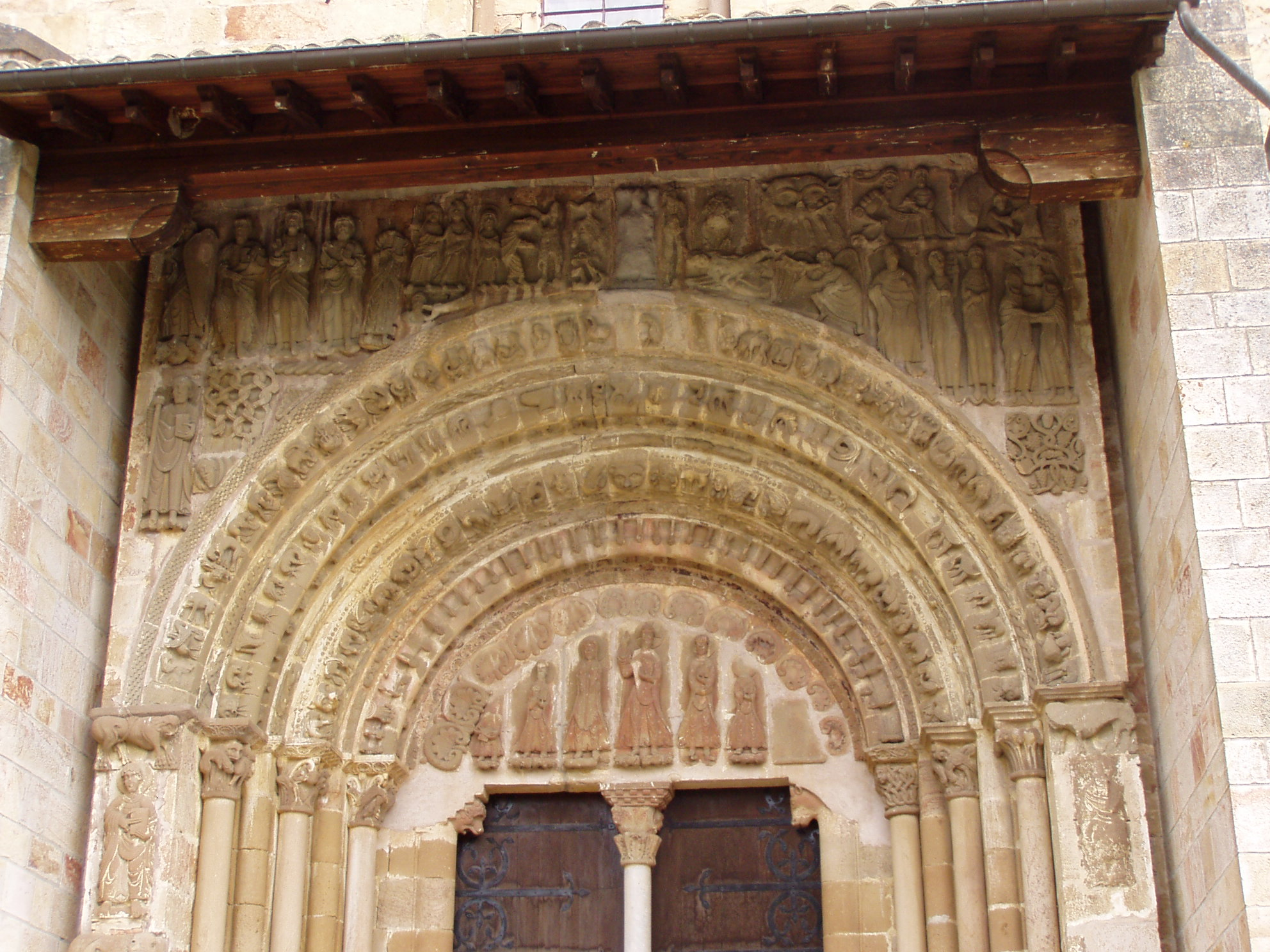
Il portale Ovest
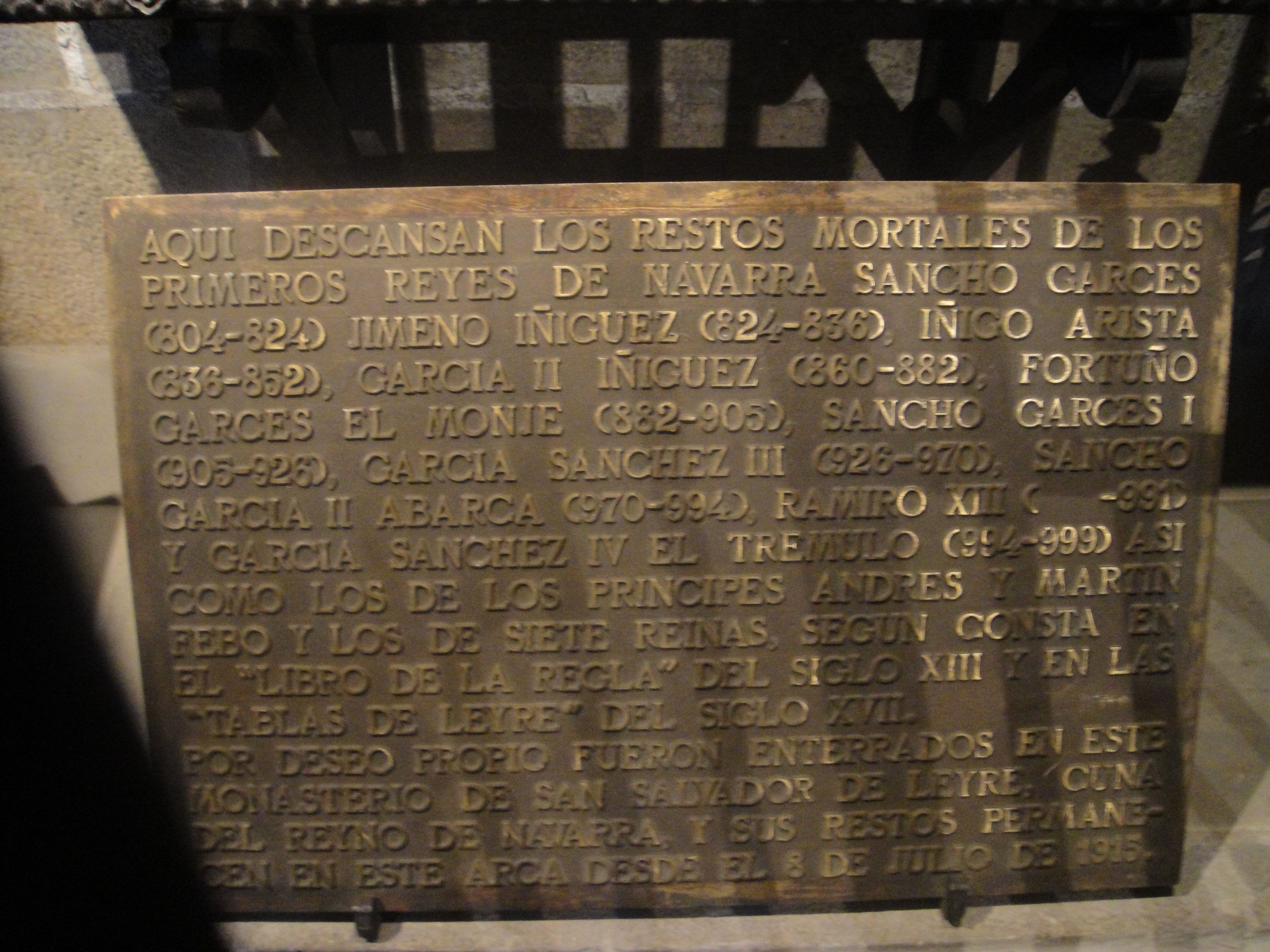
Elenco dei monarchi sepolti nel monastero